# Dolina Mąkowa

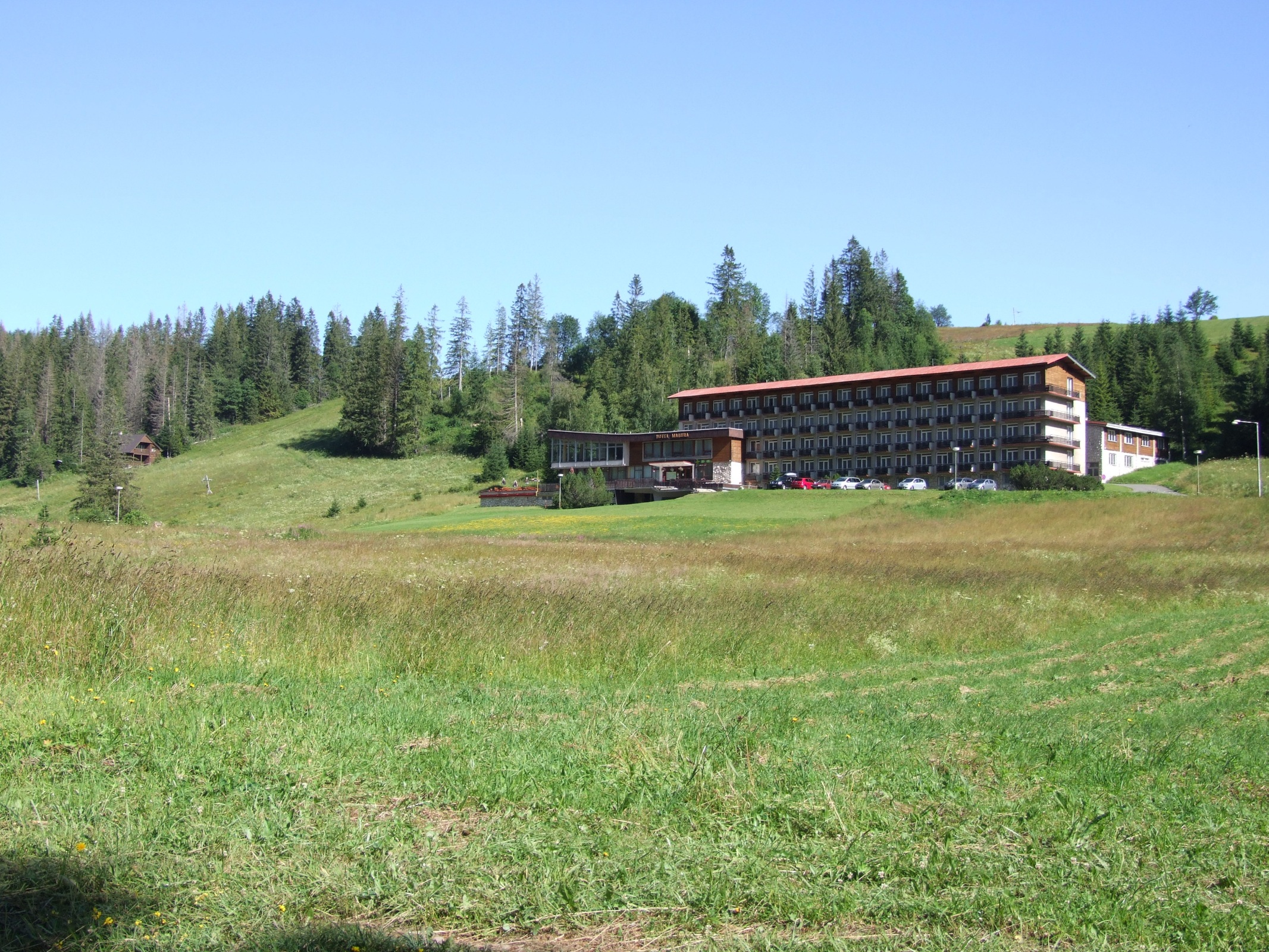
Mąkowa Polana i dom wczasowy „Magura”

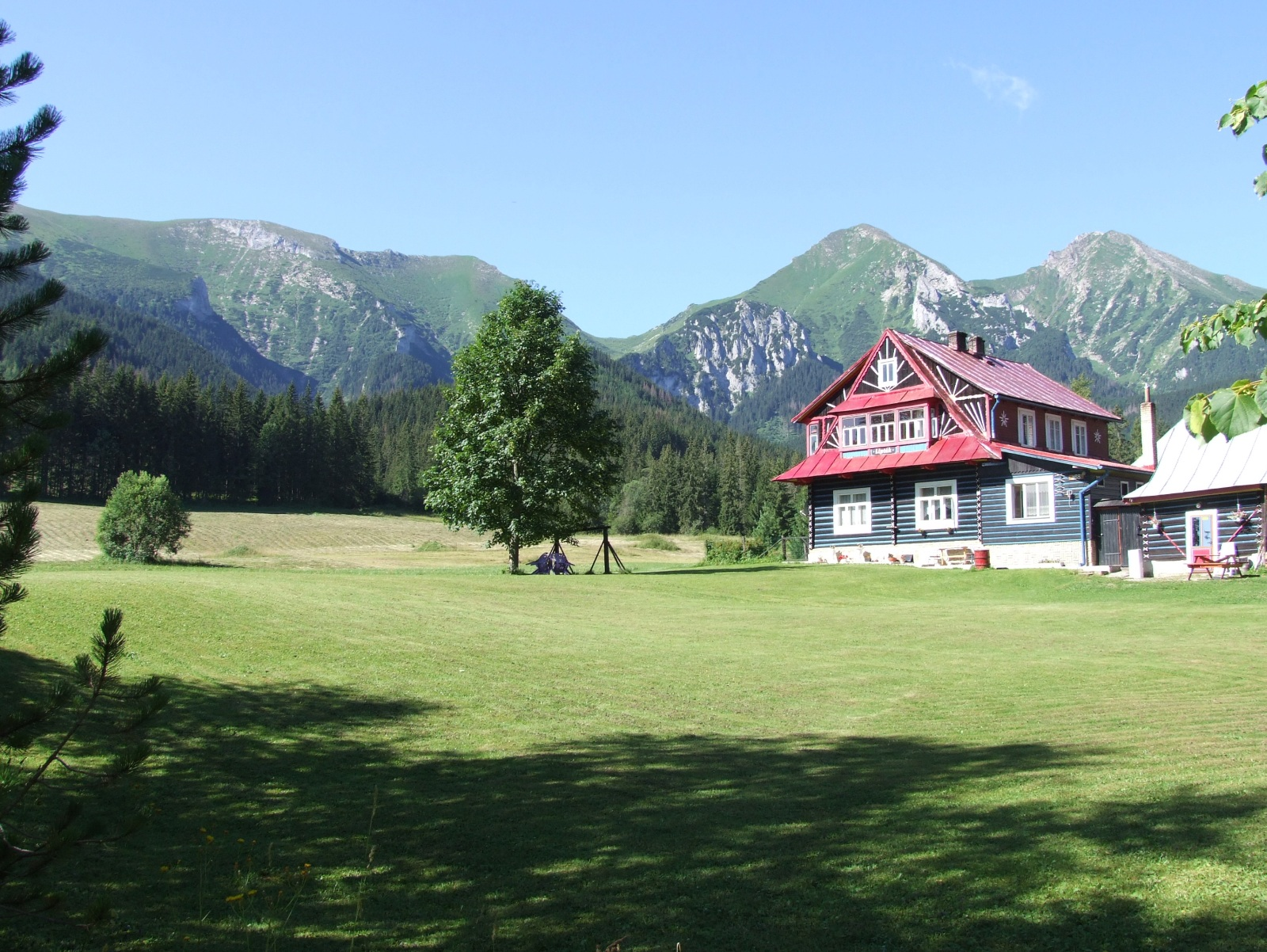
Mąkowa Polana

Dolina Mąkowa (słow. Monkova dolina) – dolna część Doliny Bielskiego Potoku, od Ptasiowskiej Rówienki (ok. 940 m n.p.m.) do jej połączenia z Doliną Zdziarską (ok. 870 m n.p.m.). Orograficznie lewe zbocza Doliny Mąkowej (Zdziarski Wierch) należą do Magury Spiskiej, prawe do Tatr Bielskich. Ma kilka prawobocznych odgałęzień wcinających się w północne stoki Tatr Bielskich: Dolina do Regli, Dolina Kępy i dolina Jaworzynka Bielska. Dnem doliny spływa Bielski Potok, wzdłuż niego prowadzi dość dobra Bielska Droga pod Reglami.
Na dnie doliny, bliżej jej górnego końca, znajduje się duża Mąkowa Polana, należąca do Zdziaru. Nazwa doliny, polany i znajdującego się na niej osiedla Do Mączków pochodzi od nazwiska rodziny Monka, którzy mieszkają tutaj od ok. 1885. Według autorów Bedekera tatrzańskiego nazwa osiedla jest sztuczna, a poprawne określenie doliny to Dolina Monkowa (głoska ą jest obca językowi słowackiemu). Jednak stanowisko to jest odosobnione, inne uznane źródła za prawidłową uznają nazwę Dolina Mąkowa, taka też nazwa zwykle podawana jest na mapach. W nowych opracowaniach słowackich nazwa Dolina Mąkowa (Dolina Monkova) przesuwana jest na całą Dolinę Bielskiego Potoku.
Według WET główna część Doliny Mąkowej z Polaną Mąkową znajduje się w obrębie Rowu Podtatrzańskiego, a dokładniej jego części zwanej Rowem Zdziarskim. Jedynie boczne, wnikające w głąb Tatr Bielskich odnogi należą do Tatr.
11 lipca 2024 roku po kilkugodzinnej silnej burzy w dolinie wystąpiła nagła powódź, która doprowadziła do obsunięcia ziemi. Lawina błotno-kamienna, niosąca wyrwane z korzeniami i połamane drzewa, uderzyła w drewnianą wiatę, pod którą przez deszczem schroniło się 16 turystów. Na miejscu zginęły 2 kobiety (Czeszka i Słowaczka), 4 osoby zostały ranne. Część grupy ewakuowano śmigłowcem, pozostałych ratownicy sprowadzili w dół zrujnowanej przez powódź doliny.

## Szlaki turystyczne
– zielony szlak ze Średnicy wzdłuż Bielskiego Potoku przez Ptasiowską Rówienkę do Zdziaru. Czas przejścia ze Średnicy do Ptasiowskiej Rówienki 45 min, ↓ 45 min, stąd do Zdziaru również 45 min, ↓ 45 min.